# AEG PE
O AEG PE (Panzer Einsitzer - "monoposto blindado") foi um caça triplano de ataque ao solo da Primeira Guerra Mundial, sendo um dos primeiros designados para este tipo de missão. O Idflieg rejeitou ele com base em sua pouca manobrabilidade que o tornava vulnerável ao caças inimigos.

## Especificações (AEG PE)
Dados de: German Aircraft of the First World War (2nd ed.)
Descrições gerais
- Tripulação: 1 [1]
- Comprimento: 6,6 m (22 ft)
- Envergadura: 11,2 m (37 ft)
- Peso vazio: 1 182 kg (2 610 lb)
- Peso bruto (carregado): 1 412 kg (3 110 lb)

Motorização
- Número de motores: 1x
- Tipo do motor: Motor a pistão refrigerado a água V8
- Fabricante/modelo: Benz Bz.IIIb
- Potência por motor: 192 hp (143 kW)

Performance
- Velocidade máxima: 166 km/h (103 mph)
- Razão de subida: 2,8 m/s

Armamentos
- Metralhadoras/canhões: 2 x metralhadoras LMG08/15 de 7,92 mm (0,312 in)
- Bombas: 4 x pequenas